# Маленькі таємниці
Маленькі таємниці (тур. Küçük Sırlar) — турецький драматичний телесеріал, що показувався на Kanal D з липня по листопад, на Star TV з жовтня 2010 по вересня 2011 року.В головних ролях — Мерве Болугур, Бурак Озчивіт, Біркан Сокуллу, Сінем Кобал, Кадір Догулу.
В Україні серіал транслювався на каналі ТЕТ.

## Сюжет
Серіал оповідає про життя дітей, що належать до найбагатших сімей Стамбула. Це історія про розкіш, шик, вседозволеність, в яких живуть герої. Їм доступні будь-які речі, їх оточують найбагатші люди, вони їздять на шикарних, дорогих авто і не замислюються про те, звідки береться безтурботне життя. Але у цієї розкоші є й інша сторона, і вона не така приваблива. У цьому світі грошей панує брехня, зрада і підступні змови. Ці люди ведуть смертельно небезпечні ігри і здатні на все.

## Головні герої
Су (тур. Su) — красуня, відмінниця та спортсменка. Су не тільки отримує високі бали в коледжі, а й має спортивні успіхи в команді з плавання. Вона належить до тих людей, які завдяки своїй перевазі стають об'єктами заздрості та ревнощів з боку однолітків. Су живе з бабусею і дуже любить свого батька, незважаючи на його постійну зайнятість в бізнесі. Су ніби живе в своєму вигаданому світі, адже навіть свій нік у Твіттері вона запозичила з улюбленого роману «Аліса в Країні чудес». Але для цього білявого та романтичного ангела прийшов час дорослішати.
Четін (тур. Çetin) — цинічний, песимістичний, але дуже привабливий хлопець. Навчається в коледжі на останньому курсі. Четін не лише гарний, але й розумний. Найбільше задоволення для нього — перемішати все навколо, зачаїтися в кутку та спостерігати за тим, що відбувається; за плутаниною, яку він створив. Хлопець любить зваблювати дівчат, але постійної коханої в нього не має. Четін — син одного з найбагатших людей країни. Він вдруге одружений з матір'ю стервозної Айшегюль. Четін не задоволений цим шлюбом та перспективою жити під одним дахом з Айшегюль.
Айшегюль (тур. Ayşegül) — популярна та рвучка дівчина. Айшегюль без сумніву можна назвати трендсеттером у коледжі, адже за її стилем уважно слідкують інші дівчата. Айшегюль — безумовний лідер, безжалісний та зухвалий. Дружні стосунки вона зав'язує тільки з людьми, які можуть стати в пригоді. З того часу, як її матір вийшла заміж за батька Четіна, Айшегюль переїхала до їхньої резиденції. І так само, як Чет, вона вкрай незадоволена цим положенням. Проте вона думає, що вони з Четом схожі.
Алі (тур. Ali) — причина зітхань всіх дівчат у школі. Красунчик, який звик отримувати, все що забажає. Його батьки успішні архітектори, але їм немає діла до сина. Тому Алі може поводити себе так, як йому заманеться. Егоїст і провокатор.
Арзу (тур. Arzu) — заклята подруга Су. Дівчинка, в якої відданість та любов бореться з заздрістю до більш популярної однокласниці. Мати Арзу — дуже гарна жінка, але від цього героїня ще більше страждає. Невдачі заїдає шоколадками. Фактично весь час перебувати на межі нервового зриву.
Демір (тур. Demir) — єдиний учень, який їздить до школи на автобусі, а не на персональному автомобілі. Захоплюється читанням, фотографією і кулінарією. Частенько змушений вирішувати проблеми, які звалює на його голову молодша сестричка Меріч. Демір давно і безнадійно закоханий у Су.

## Ролі
| Персонаж             | Оригінал              | Український дубляж                 |
| -------------------- | --------------------- | ---------------------------------- |
| Айшегюль Ялчин       | Мерве Болугур         | Катерина Брайковська               |
| Четін Атешоглу       | Бурак Озчивіт         | Михайло Тишин                      |
| Демір Караман        | Біркан Сокуллу        | Андрій Федінчик                    |
| Су Мабейнджі         | Сінем Кобал           | Юлія Перенчук                      |
| Алі Ерарслан         | Кадір Догулу          | Павло Скороходько                  |
| Арзу Альпаслан       | Іпек Карапінар        | Катерина Буцька                    |
| Меріч Караман        | Еджем Узун            | Дарина Муращенко                   |
| Аслан-Джем Мабейнджі | Мехметджан Мінчінозлу | Юрій Кудрявець                     |
| Емре Мабейнджі       | Хакки Еркек           | Анатолій Зіновенко                 |
| Джейла Тургут        | Гонджа Вусалтері      | Наталя Романько                    |
| Хевес Туран          | Ділара Озтунц         | Олена Яблучна                      |
| Фікріє Мабейнджі     | Йільдіз Кюльтюр       | Ольга Радчук                       |
| Шебнем Караман       | Сенай Гюрлер          |                                    |
| Біріджік Альпаслан   | Ебру Акел             | Людмила Ардельян                   |
| Неслішах Атешоглу    | Енгінай Гюльтекін     | Лідія Муращенко                    |
| Тунц                 | Ата Бенлі             |                                    |
| Самім                | Йосі Мізрахі          |                                    |
| Ральф                | Каан Тургут           |                                    |
| Сайгін               | Ібрагім Кантарцілар   |                                    |
| Мемо                 | Мехмет Шекер          |                                    |
| Омер Атешоглу        | Йилдирим Фікрет Угар  | Дмитро Вікулов (не з першої серії) |
| Мюге                 | Аслі Седа Акман       | Лариса Руснак                      |
| Езгі                 | Седа Арслан           |                                    |
| Лале Озаталай        | Еліф Сюмбюль          |                                    |
| Пинар Есларан        | Ебру Каранафілчі      |                                    |
| Кайхан               | Ерол Гедік            | Андрій Твердак                     |
| Мурат                |                       | Андрій Бурлуцький                  |

Українською мовою серіал дубльовано студією «1+1» у 2013 році.

## Виробництво
Актор Біркан Сокуллу найбільше :-) здружився з тими, хто за сюжетом ображав його героя: «Перед зйомками у нас була підготовка три місяці, проте, не можу сказати, що за цей час ми навчилися чогось особливого. Хоче цей час допоміг нам звикнути один до одного, здружитися. Коли почалися зйомки, ми вже розуміли один одного з напівслова та це суттєве спростило робочий процес. За іронією долі так вийшло, що найтепліші стосунки у нас склалися з „мажорами“, які в серіалі ображали мого героя Деміра. Я навіть запросив Мерве Болугур, Бурака Озчівіта та Кадира Догулу на весілля».

## Нагороди
| Рік  | Нагорода                                       | Номінація                   | Робота            | Результат  |
| ---- | ---------------------------------------------- | --------------------------- | ----------------- | ---------- |
| 2010 | Ayaklı Gazete ТВ Зірка                         | Найкращий молодіжний серіал | Маленькі таємниці | Перемога   |
| 2010 | Ayaklı Gazete ТВ Зірка                         | Найкраща молода актриса     | Мерве Болугур     | Перемога   |
| 2011 | Нагорода телебачення Анталії                   | Найкращий молодіжний серіал | Маленькі таємниці | Номіновано |
| 2011 | Ayaklı Gazete ТВ Зірка                         | Найкращий молодіжний серіал | Маленькі таємниці | Номіновано |
| 2011 | Свято Весни в Економічному університеті Ізміра | Найкращий серіал            | Маленькі таємниці | Перемога   |